# Kathedrale von Arundel

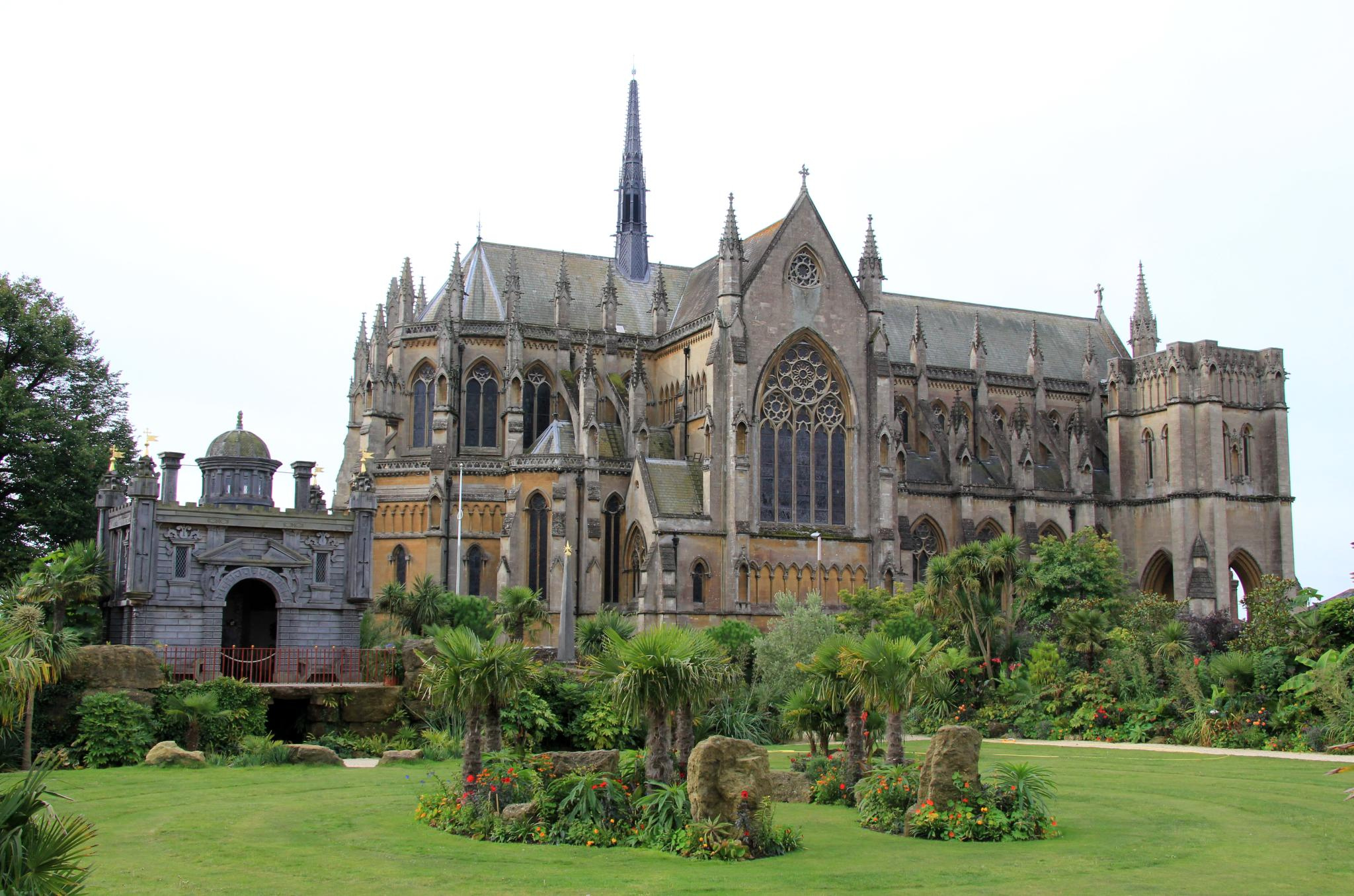
Die Kathedrale von Arundel

Die Kathedrale von Arundel (Cathedral Church of Our Lady and St. Philip Howard) in Arundel, West Sussex, ist die Bischofskirche des römisch-katholischen Bistums Arundel und Brighton. Die neugotische Basilika wurde 1868–1873 nach Plänen von Joseph Hansom erbaut.
Südöstlich an die Kathedrale schließt sich, im Tudorstil gehalten, das Haus des Bischofs und des Domklerus mit der Diözesanverwaltung und der Sakristei an.

## Geschichte

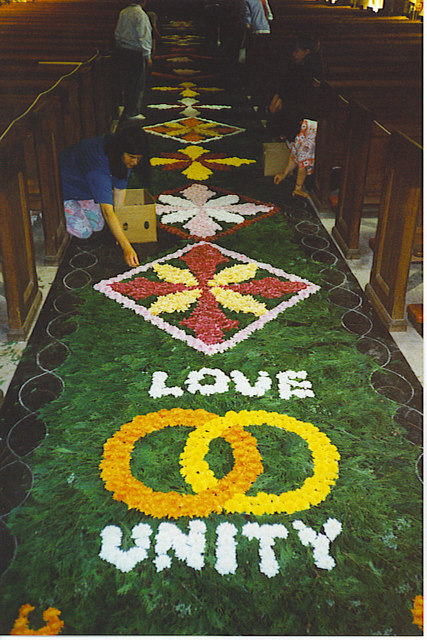
Blumenteppich zum Fronleichnamsfest

Das Gotteshaus verdankt seine Entstehung Henry Fitzalan-Howard, Herzog von Norfolk und Earl von Arundel (1847–1917). Als Angehöriger einer traditionell katholischen Familie und zugleich Inhaber des höchstrangigen Titels in der Peerage of England hatte er sich nach der 1829 durchgesetzten Katholikenemanzipation im Vereinigten Königreich die Konsolidierung und gesellschaftliche Integration des englischen Katholizismus zur Aufgabe gemacht. Als weithin sichtbares Zeichen gab er am Stammsitz seiner Familie, auf dem Höhenzug über dem Arun und nahe der Burg Arundel, einen repräsentativen Kirchenbau in Auftrag. Die neue Pfarrkirche erhielt das Patrozinium des heiligen Philipp Neri, des Gründers des Oratoriums, dem auch der prominente Konvertit John Henry Newman († 1890) angehörte.
1877 führte Henry Fitzalan-Howard die Arundeler Fronleichnamsfeier ein, die bis heute in gleicher Weise begangen wird. Der Mittelgang der Kathedrale wird mit einem viele Quadratmeter großen Blumenteppich ausgelegt, über den nach der Messe die Prozession mit dem Allerheiligsten die Kirche verlässt. Nach einer Wegstrecke durch die ebenfalls blumengeschmückten Straßen der Stadt wird der Schlusssegen an der Burg erteilt.
Erst 1965, mit der Errichtung des Bistums Arundel und Brighton, wurde die Kirche zur Kathedrale. Jetzt erhielt sie als Hauptpatrozinium Our Lady. Nachdem 1970 Philip Howard, 20. Earl of Arundel zusammen mit den Vierzig Märtyrern von England und Wales heiliggesprochen worden war, wurden dessen sterbliche Überreste 1971 aus der Burg in die Kathedrale übertragen, und 1973 wurde das Nebenpatrozinium Philipp Neri durch Philip Howard ersetzt.

## Architektur und Ausstattung

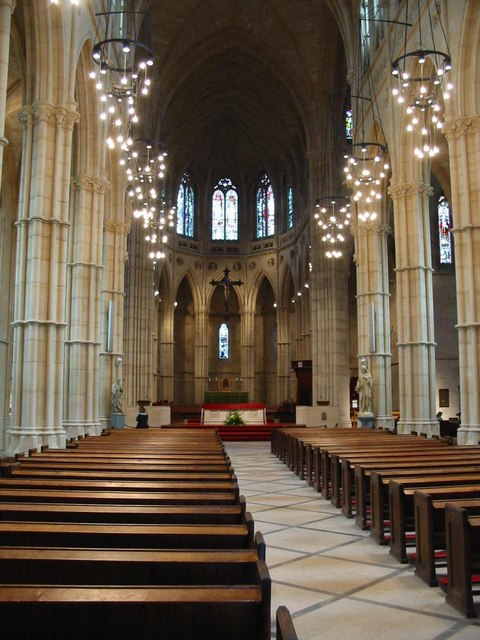
Inneres nach Osten

Die Kathedrale von Arundel ist aus Backstein erbaut und mit Bath Stone verkleidet. Sie ist eine geostete dreischiffige Basilika mit Querhaus in Nachahmung der französischen Kathedralgotik. Von den dazugehörigen Westtürmen wurde jedoch nur der nördliche bis zur Höhe des Mittelschiffs ausgeführt. Auf der Vierung steht ein schlanker Dachreiter. Die Querhausfassaden sind mit großen Maßwerkfenstern, die Portalfassade mit einer Fensterrosette versehen. Diese wird von Statuen Christi, Marias und der Apostel flankiert. Das Langhaus besteht aus sechs, der Chor aus drei Jochen. Den Ostabschluss bildet eine polygonale Apsis.
Den Innenraum prägen die hohen Säulenbündel, die, von floralen Kapitellen kaum unterbrochen, in die Bögen zu den Seitenschiffen münden und das Kreuzgratgewölbe tragen. Die Reihe der paarigen Obergadenfenster lässt Tageslicht ein. Die Orgelempore ist wie ein Lettner gestaltet. Den Hintergrund des Altarbereichs bilden die Säulen und Bögen des Chorumgangs.
An der Ostwand des linken Querhausarms, parallel zum Chor, befindet sich die Marienkapelle mit einer Muttergottesstatue nach dem Vorbild der Lourdesmadonna von Joseph-Hugues Fabisch. Sie ist zugleich Sakramentskapelle. An der Querhaus-Nordwand steht seit 1971 der Altar und Reliquienschrein des heiligen Philip Howard mit einer Statue des Märtyrers in elisabethanischer Tracht.

## Orgel

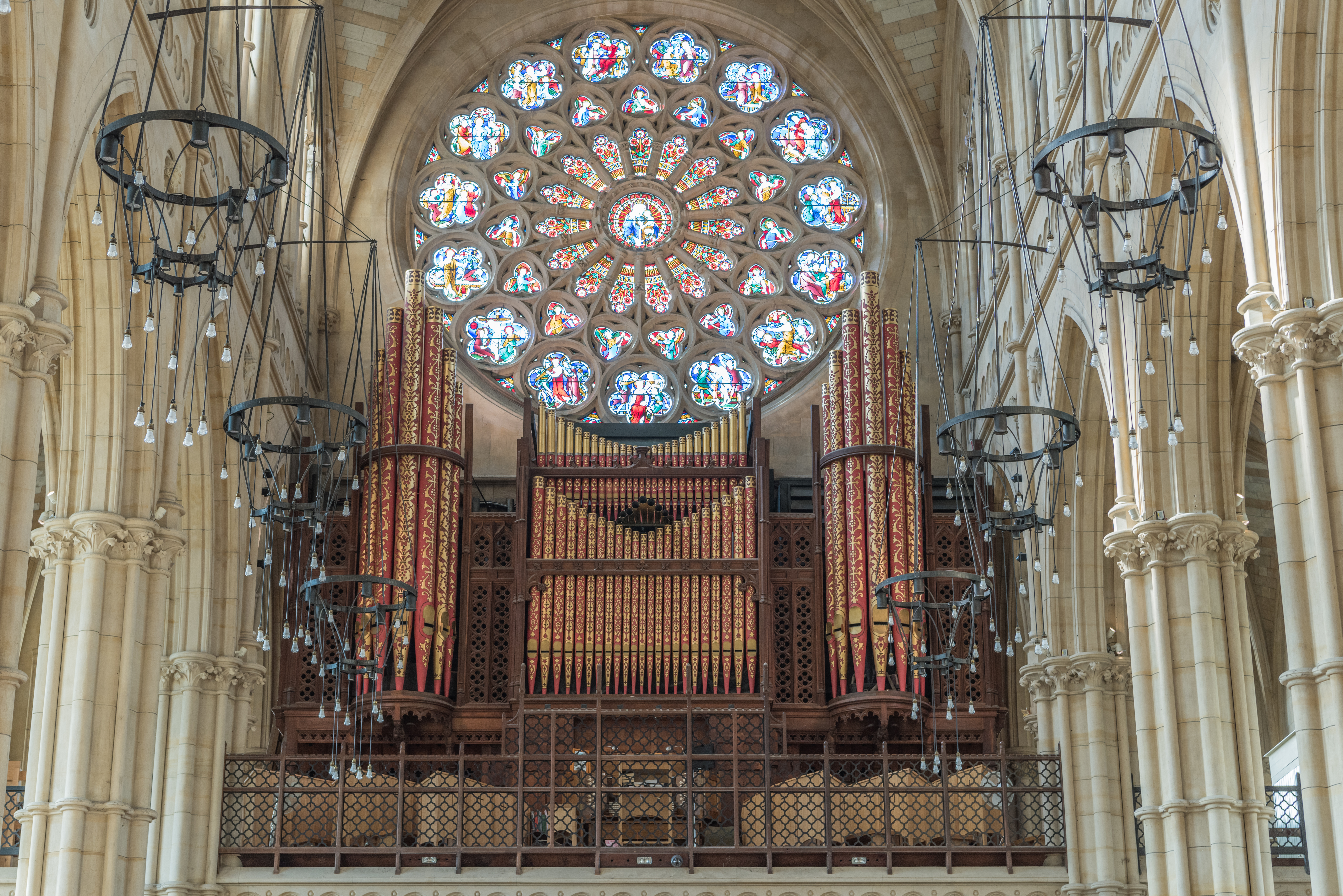
Blick auf den Orgelprospekt

Die Orgel auf der Westtribüne wurde von dem Orgelbauer William Hill erbaut. Das Instrument stand ursprünglich in der St John’s Church in Islington und wurde erst 1873 für die Kathedrale erworben und dort in einem neuen Gehäuse aufgestellt. Die Orgel hat 39 Register auf drei Manualen und Pedal. Die Spiel- und Registertrakturen sind elektropneumatisch.
| I Choir C–a3   |    |
| Gedeckt        | 8′ |
| Dulciana       | 8′ |
| Vox Angelica   | 8′ |
| Suabe Flute    | 4′ |
| Harmonic Flute | 4′ |
| Flageolet      | 2′ |
| Clarionet      | 8′ |
| Solo Trumpet   | 8′ |
| Tremulant      |    |

| II Great C–a3    |     |
| Double Diapason  | 16′ |
| Open Diapason    | 8′  |
| Stopped Diapason | 8′  |
| Cone Gamba       | 8′  |
| Octave           | 4′  |
| Wald Flute       | 4′  |
| Twelfth          | 3′  |
| Fifteenth        | 2′  |
| Full Mixture III |     |
| Sharp Mixture II |     |
| Trumpet          | 8′  |
| Clarion          | 4′  |

| III Swell C–a3   |    |
| Open Diapason    | 8′ |
| Stopped Diapason | 8′ |
| Hohl Flute       | 8′ |
| Viola da Gamba   | 8′ |
| Octave           | 4′ |
| Flute            | 4′ |
| Fifteenth        | 2′ |
| Mixture III      |    |
| Horn             | 8′ |
| Oboe             | 8′ |
| Clarion          | 4′ |

| Pedal C–f1          |     |
| Open Diapason Wood  | 16′ |
| Open Diapason Metal | 16′ |
| Bourdon             | 16′ |
| Octave              | 8′  |
| Flute               | 8′  |
| Fifteenth           | 4′  |
| Mixture III         |     |
| Trombone            | 16′ |